# Aingeray
Aingeray é uma comuna francesa na região administrativa do Grande Leste, no departamento de Meurthe-et-Moselle. Estende-se por uma área de 12.79 km², e possui 531 habitantes, segundo o censo de 2018, com uma densidade de 42 hab/km².